# 슬로바키아 U-19 축구 국가대표팀
슬로바키아 U-19 축구 국가대표팀(슬로바키아어: Slovenské národné futbalové mužstvo do 19 rokov)은 슬로바키아를 대표하는 19세 이하의 축구 국가대표팀으로, 슬로바키아의 축구 관리 기관인 슬로바키아 축구 협회의 관리를 받는다. UEFA U-19 축구 선수권 대회 2번 참가해 2002년에 3위를 기록했다.